# سه‌گانه در المپیک تابستانی ۲۰۰۰
سه‌گانه در بازی‌های المپیک تابستانی ۲۰۰۰ نام رویداد ورزش سه‌گانه در بازی‌های المپیک تابستانی بود که در سال ۲۰۰۰ و در سیدنی، استرالیا برگزار شد. ۱۰۰ ورزشکار از ۳۴ کشور در این مسابقات به رقابت با یک دیگر پرداختند. این مسابقات در دو روز یعنی ۱۶ و ۱۷ سپتامبر برگزار شد.

## جدول مدال‌ها
| رتبه | کشور            | طلا | نقره | برنز | مجموع |
| ۱    | سوئیس (SUI)     | ۱   | ۰    | ۱    | ۲     |
| ۲    | کانادا (CAN)    | ۱   | ۰    | ۰    | ۱     |
| ۳    | استرالیا (AUS)  | ۰   | ۱    | ۰    | ۱     |
| ۴    | آلمان (GER)     | ۰   | ۱    | ۰    | ۱     |
| ۴    | جمهوری چک (CZE) | ۰   | ۰    | ۱    | ۱     |